# Lionel Cox (wielrenner)
Lionel Cox (Brisbane, 26 februari 1930 – Sydney, 9 maart 2010) was een Australisch wielrenner en olympisch kampioen.
Cox won vanaf zijn 17de alle wielerwedstrijden voor jongeren waaraan hij deelnam, onder meer de sprint op het wereldkampioenschap voor junioren. Bij de volwassenen won hij het sprintkampioenschap van New South Wales en werd hij vierde op het Australische sprintkampioenschap van 1948 en 2de in 1949. In het seizoen 1950/1951 werd hij nationaal kampioen van Australië op de mijl en 3de in het Australisch sprintkampioenschap. Hij slaagde erin om mee te doen aan de Olympische Spelen van 1952 in Helsinki.
In Helsinki moest Cox met Rusell Mockridge tandemrijden, alhoewel hij nog nooit een tandemwedstrijd gereden had. Niettemin versloeg het Australische duo de ploeg van Hongarije, Denemarken, Italië en ten slotte in de finale Zuid-Afrika. Cox nam ook deel aan de sprint, waar hij eveneens de finale behaalde, maar verslagen werd door amateurwereldkampioen Enzo Sacchi. Cox bleef ook daarna amateur en werd in 1953 en in 1955 derde op de sprint-Grand-Prix voor amateurs in Parijs.
1908: André Auffray & Maurice Schilles ·
1920: Thomas Lance & Harry Ryan ·
1924: Jean Cugnot & Lucien Choury ·
1928: Daan van Dijk & Bernard Leene ·
1932: Louis Chaillot & Maurice Perrin ·
1936: Carl Lorenz & Ernst Ihbe ·
1948: Renato Perona & Ferdinando Terruzzi ·
1952: Russell Mockridge & Lionel Cox ·
1956: Anthony Marchant & Ian Browne ·
1960: Giuseppe Beghetto & Sergio Bianchetto ·
1964: Sergio Bianchetto & Angelo Damiano ·
1968: Pierre Trentin & Daniel Morelon ·
1972: Igor Zjelovalnikov & Vladimir Semenets